# Nazionale maschile di pallacanestro delle Kiribati
La nazionale di pallacanestro delle Kiribati è la rappresentativa cestistica delle Kiribati ed è posta sotto l'egida della Federazione cestistica delle Kiribati.